# الميناء الفضائي أمريكا
ميناء الفضاء الأمريكي، المعروف سابقًا باسم ميناء الفضاء الإقليمي الجنوبي الغربي، هو ميناء فضائي مرخص من إدارة الطيران الفيدرالية الأمريكية (FAA)، يقع على مساحة 18,000 فدان (7,300 هكتار) من أراضي الولاية في حوض صحراء خورنادا ديل مويرتو، على بُعد 45 ميلاً (72 كم) شمال لاس كروسيس، نيو مكسيكو، و20 ميلاً (32 كم) جنوب شرق تروث أور كونسكيونسيس. مع إطلاق فيرجن غالاكتيك لمركبة VSS Unity، وعلى متنها ثلاثة أشخاص، في 22 مايو 2021، أصبحت نيو مكسيكو ثالث ولاية أمريكية تُطلق رواد فضاء إلى الفضاء بعد كاليفورنيا وفلوريدا.
يُعد ميناء الفضاء الأمريكي "أول ميناء فضائي تجاري مُصمم خصيصًا في العالم"، مُصمم ومُنشأ خصيصًا للمستخدمين التجاريين، ولم يكن سابقًا مطارًا أو بنية تحتية اتحادية من أي نوع. وبُني الموقع لاستيعاب إطلاق المركبات الفضائية عموديًا وأفقيًا، بالإضافة إلى مجموعة من الفعاليات غير الفضائية والأنشطة التجارية. وميناء الفضاء الأمريكي مملوك ومدار من قبل ولاية نيو مكسيكو، من خلال وكالة حكومية، وهي هيئة ميناء الفضاء في نيو مكسيكو. وحدث أول إطلاق صاروخي في ميناء الفضاء الأمريكي في 25 سبتمبر 2006.

## التاريخ
بدأ ميناء الفضاء الأمريكي كموقع هبوط محتمل لكبسولات إعادة الدخول إلى الغلاف الجوي، ثم تطور ليصبح موقع اختبار وعمليات لمشروع لوكهيد مارتن فينتشر ستار المُلغى. أُطلق أول صاروخ من ميناء الفضاء الأمريكي في 25 سبتمبر 2006.

### البداية
اقتُرح المفهوم الأولي لميناء الفضاء من قبل المحاضر في الهندسة بجامعة ستانفورد ومستشار الشركات الناشئة في مجال التكنولوجيا الدكتور بيرتون لي في عام 1990. وكتب الخطط التجارية والاستراتيجية الأولية، وحصل على 1.4 مليون دولار أمريكي كتمويل أولي من خلال مخصصات الكونغرس بمساعدة السيناتور بيت دومينيتشي، وعمل مع مختبر العلوم الفيزيائية بجامعة ولاية نيو مكسيكو (PSL) لتطوير الدعم المحلي لمفهوم ميناء الفضاء.
تشكلت فرقة عمل الفضاء الجنوبية الغربية لتعزيز البنية التحتية والنشاط التجاري لصناعة الفضاء في نيو مكسيكو في عام 1992. وبعد عدة سنوات من الدراسة، ركزوا على قطعة أرض مملوكة للدولة تبلغ مساحتها 27 ميلاً مربعاً (70 كيلومترًا مربعًا)، على بعد 45 ميلاً (72 كيلومترًا) شمال لاس كروسيس، كموقع لميناء الفضاء.
تقدمت فرقة العمل بطلب إلى وزير التنمية الاقتصادية الجديد آنذاك ريك هومانز الذي تولى زمام المبادرة في عام 2003. وعرض هومانز الفكرة على الحاكم آنذاك بيل ريتشاردسون، وتفاوض مع مؤسسة جائزة إكس لتحديد موقع كأس جائزة إكس في نيو مكسيكو. وعقب إعلان الحاكم ريتشاردسون والسير ريتشارد برانسون أن شركة فيرجن غالاكتيك الجديدة ستتخذ من نيو مكسيكو مقرًا عالميًا لها، سنّ المجلس التشريعي للولاية قوانين تُنشئ أول ميناء فضائي تجاري مُصمم خصيصًا لهذا الغرض في العالم عام 2006. وسُمي الميناء الفضائي لاحقًا بميناء الفضاء الأمريكي.